# Chiesa di San Bartolomeo (Cagli)
La chiesa di San Bartolomeo è una chiesa di Cagli, in Italia.

## Descrizione
L'aula della chiesa, che colpisce per il largo impiego delle dorature, ha un elaborato soffitto a cassettoni ideato da Benedetto Ginestra intorno al 1629. Allo stesso artefice si lega la realizzazione dell'altare maggiore, che volutamente non separa l'antico soffitto a cassettoni del coro della chiesa realizzato fin dal 1588. La statua di San Giovanni evangelista, posta di fronte a quella di San Bartolomeo, è opera dello scultore francese Giovanni Anguilla, attivo in Roma agli inizi del Seicento con commissioni di rilievo, mentre le altre vanno ricondotte alla mano di più artisti tra i quali figura il tedesco Francesco Enghiarez. I quattro dipinti, collocati al centro degli apparati laterali, furono donati nel 1699 da Antonia Gucci. L'autore Pasqualino de Rossi di Vicenza, vi ha raffigurato (in senso antiorario dalla prima a destra) San Bartolomeo risana la figlia di Polimnio, San Bartolomeo converte Polimnio, il Battesimo di Polimnio, e il Martirio di san Bartolomeo.